# Francesc Camp Torres
Francesc Camp Torres   (Andorra la Vella, 25 de febrer de 1967) és un empresari i polític andorrà. Ha estat ministre de Turisme i  Cònsol Major i conseller del Comú de Canillo.
En acabar el mandat va ser adjudicatari del concurs per l'elaboració del Pla Estratègic de Turisme de Canillo amb l'oferta més cara però amb la major dedicació gràcies a la valoració feta per Crowe. Aquesta adjudicació no va estar exempta de polèmica per un suposat conflicte d'interessos en ser exconsol i haver previst la licitació l'any posterior a finalitzar el seu mandat, pertànyer al mateix partit polític de Demòcrates per Andorra i haver estat adjudicatari sent l'oferta més cara amb un preu per hora "dins de mercat" deu vegades superior al salari mínim interprofessional andorrà.
En absència d'oposició el concurs va ser acceptat i és un exemple més del tràfic d'influències, amiguismes i adjudicacions sense concurs a Andorra i el partit polític al Govern n'és l'epicentre.

## Biografia
Francesc Camp va nàixer el 25 de febrer de 1967 a Andorra la Vella, tot i ser originari de Ca l'Agustí de Canillo. Està casat i té filles. Va fer els estudis superiors de llicenciat en econòmiques a la Universitat de Tolosa entre els anys 1985 i 1988. També a la mateixa universitat, entre els anys 1989 i 1991, va fer un màster en estadística i econometria. Complementà els seus estudis amb cursos de direcció i gestió de màrqueting en internet i xarxes socials. Fora de la política, ha treballat en diverses empreses de consultoria i en l'entitat bancària Crèdit Andorrà. Actualment treballa com a expert en desenvolupament del turisme sostenible en concret en destinacions de muntanya com Canillo.
Després de les eleccions al Consell General de 2011, fou nomenat ministre de turisme pel nou Cap de Govern, Antoni Martí Petit, de Demòcrates per Andorra (DA). A la legislatura 2015-2019 tornà a repetir com a ministre de turisme al segon gabinet Martí. En finalitzar el segon mandat com a ministre, deixà el govern i es presentà a les eleccions comunals de 2019 com a cap de llista de DA al Comú de Canillo. La candidatura encapçalada per Camp va obtindre prop del 60% dels vots i 8 dels 10 consellers comunals disponibles, sent nomenat nou Cònsol Major de Canillo en substitució d'en Josep Mandicó Calvó, també de DA. En qualitat de president d'ENSISA, l'empresa explotadora de les pistes d'esquí de Soldeu-El Tarter, Francesc Camp fou nomenat l'11 de gener de 2022 president de Grandvalira fins que va deixar de ser Cònsul a finals de 2023.